# وستونينغ (بيدفوردشير)
وستونينغ (بالإنجليزية: Westoning)‏ هي قرية و أبرشية مدنية تقع في المملكة المتحدة في إنجلترا. يقدر عدد سكانها بـ 2,001 نسمة .